# Moby (album)
Moby je debutové album stejnojmenného muzikanta, které vyšlo v roce 1992. Album bylo znovu vydáno o rok později pod názvem The Story So Far a mělo pozměněný tracklist.

## Seznam písní

### Původní edice
1. Drop a Beat – 4:20
2. Everything – 4:52
3. Yeah – 5:49
4. Electricity – 3:29
5. Next is the E – 4:42
6. Mercy – 5:44
7. Go – 3:37
8. Help Me to Believe – 6:33
9. Have You Seen My Baby? – 4:09
10. Ah-Ah – 3:46
11. Slight Return – 4:30
12. Stream – 3:09

### Anglická edice
1. Ah-Ah – 3:46
2. I Feel It (I Feel It Mix) – 5:56
3. Everything – 4:52
4. Mercy – 5:44
5. Help Me to Believe – 6:33
6. Go (Woodtick Mix) – 6:34
7. Yeah – 5:49
8. Drop a Beat (The New Version) – 2:41
9. Thousand – 4:28
10. Slight Return – 4:30
11. Go (Subliminal Mix Unedited Version) – 4:31
12. Stream – 3:09